# Karl Göran Ehntorp
Karl Göran Ehntorp, född 21 juni 1948 i Konga, Malmöhus län, död 14 januari 2010 i Hässelby, Stockholms län, var svensk organist och kyrkomusiker.

## Biografi
Karl Göran Ehntorp föddes 1948 i Konga. Ehntorp studerade vid Kungliga Musikhögskolan i Stockholm och började 1976 att arbetade som kantor i Hedvig Eleonora församling. År 1991 blev han prefekt vid Ersta Sköndal högskola. Han blev 1995 förbundssekreterare för Kyrkomusikernas riksförbund. och var även ordförande för Stockholms stifts kyrkomusikerförening.[källa behövs] Ehntorp avled 2010 i Stockholm.

## Diskografi
- 1978 – Kantat, sonat & oder.[6]